# Pervoe Maja
Pervoe Maja (in russo Первое Мая?; in italiano: Primo Maggio) è un insediamento operaio della Russia europea centro-orientale, che fa parte dell’insediamento urbano Maloe Kozino, situato nel Balachninskij rajon dell'oblast' di Nižnij Novgorod.
Si trova 30 km a nord-ovest di Nižnij Novgorod e 10 km a sud di Balachna.